# 本事诗
《本事诗》，唐代诗话，作者孟棨。
《本事诗》记载了很多唐朝诗人的逸事，并收录了相关的一些诗歌。因为这本书，很多优美的诗篇、故事和唐人佚诗才得以流传，因此弥足珍贵。崔护脍炙人口的诗《题都城南庄》即来自此书：
去年今日此门中，
人面桃花相映红。
人面不知（秪今）何处去，
桃花依旧笑春风。
《本事诗》中共分「情感」、「事感」、「高逸」、「怨愤」、「征异」、「征咎」、「嘲戏」等7类，共41则故事。除了宋武帝吟谢庄《月赋》、徐德言与乐昌公主破镜重圆的两则逸事发生于六朝时期，其它均为唐代逸事。该书留世有《古今逸史》、《顾氏四十家小说》、《津逮秘书》、《历代诗话续编》等不同版本。